# تومي سميث (لاعب كرة قدم نيوزيلندي)
توماس جيفيرسون سميث  (بالإنجليزية: Thomas Jefferson Smith)‏ (مواليد 31 مارس 1990 في ماكلسفيلد) لاعب كرة قدم نيوزيلندي يلعب حاليا لصالح نادي إيبسويتش تاون الإنجليزي .

## مسيرته الكروية
لعب تومي سميث خلال مسيرته الاحترافية مع 6 أندية في سبعة عشر موسمًا وسجل خلالها 28 هدفًا ضمن 336 مباراة. ولم يفز بأي موسم بالكأس أو بالدوري.
خاض تومي سميث مسيرته مع نادي ستيفيناغ بوروه في موسم 2007–08 لمدة موسم واحد، مشاركًا في 15 مباراة ولم يسجل أي هدف. ثم انتقل إلى نادي إيبسويتش تاون في موسم 2008–09 في المرة الأولى ليلعب معه عشرة مواسم ثم في موسم 2011–12 ليلعب معه سبعة مواسم، حيث شارك طوالها في 247 مباراة سجل خلالها 21 هدفًا. لينتقل بعدها إلى نادي كولتشستر يونايتد في موسم 2010–11 لمدة موسم واحد، مشاركًا في 6 مباريات ولم يسجل أي هدف. ثم انتقل إلى نادي كولورادو رابيدز في عامي 2018-2020 ولمدة موسمين، مشاركًا في 60 مباراة سجل خلالها 7 أهداف. هذا وانتقل لاحقًا إلى نادي سندرلاند في موسم 2019–20 لمدة موسم واحد، لم يشارك في أي مباراة ولم يسجل أي هدف.

## روابط خارجية
- تومي سميث على موقع الاتحاد الدولي (مؤرشف)  (الإنجليزية)
- تومي سميث على موقع قاعدة بيانات كرة القدم.إي يو (الإنجليزية)
- تومي سميث على موقع ناشيونال فوتبول تيمز (الإنجليزية)
- تومي سميث على موقع Soccerbase.com (لاعب) (الإنجليزية)
- تومي سميث على موقع Soccerway.com (الإنجليزية)
- تومي سميث على موقع كووورة
- تومي سميث على موقع أوليمبيديا (الإنجليزية)
- تومي سميث على موقع اللجنة الأولمبية النيوزيلندية (الإنجليزية)
- تومي سميث على موقع AS.com (الإسبانية)